# ヌエボ・エスタディオ・ロス・パハリートス
ヌエボ・エスタディオ・ロス・パハリートス（Nuevo Estadio Los Pajaritos）は、スペイン・カスティーリャ・イ・レオン州ソリア県ソリアにあるサッカー専用スタジアム。CDヌマンシアがホームスタジアムとして使用している。

## 概要
1999年1月14日、CDヌマンシアがレアル・サラゴサを招いて行われた親善試合でスタジアムは開場した。2007-08シーズンにはプリメーラ・ディビシオン昇格に合わせて収容人数を10,200人へと一時的に増加させる工事を行ったが、セグンダ・ディビシオンへと降格した2009-10シーズン開幕前に仮設スタンドは撤去され、現在の収容人数に落ち着いた。
2016年1月、当時のスペインではエスタディオ・サンティアゴ・ベルナベウに次ぐ2例目となる最新式の暖房システムをスタジアムに導入した。102台のヒーターによって雪の降る氷点下の日でも15度から18度の温度を保つことができる。

## ギャラリー

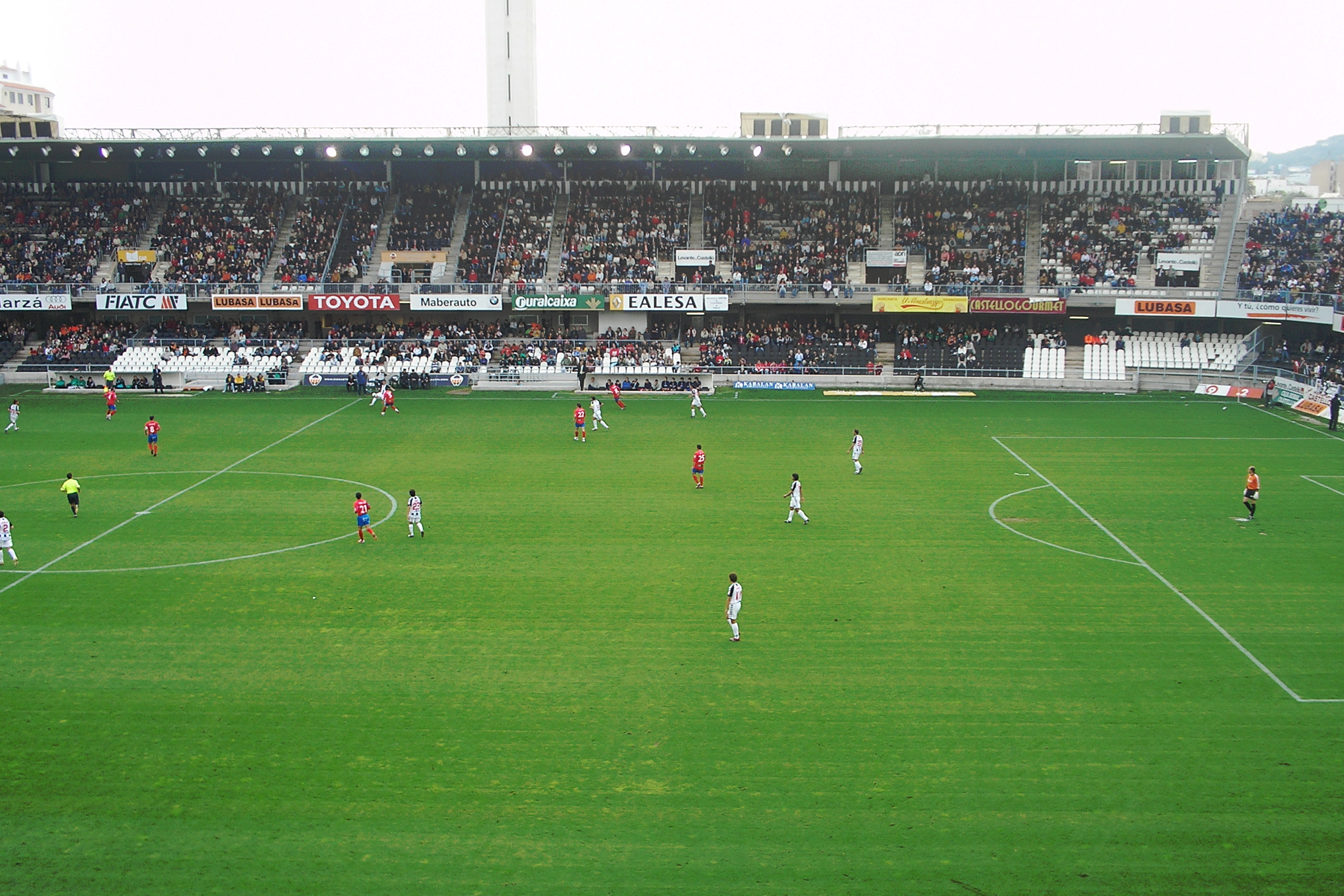
2007年の内観
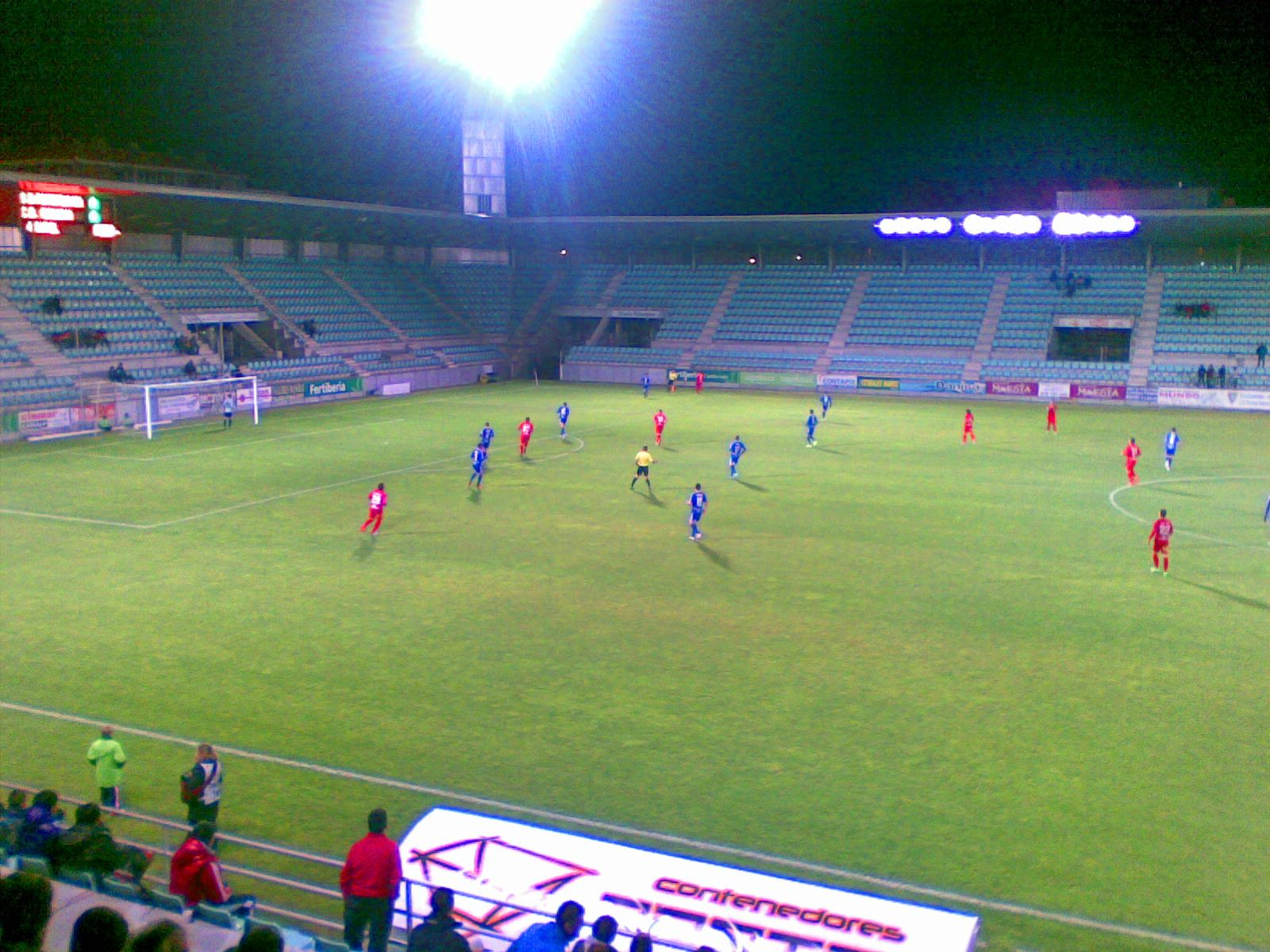
2013年の内観
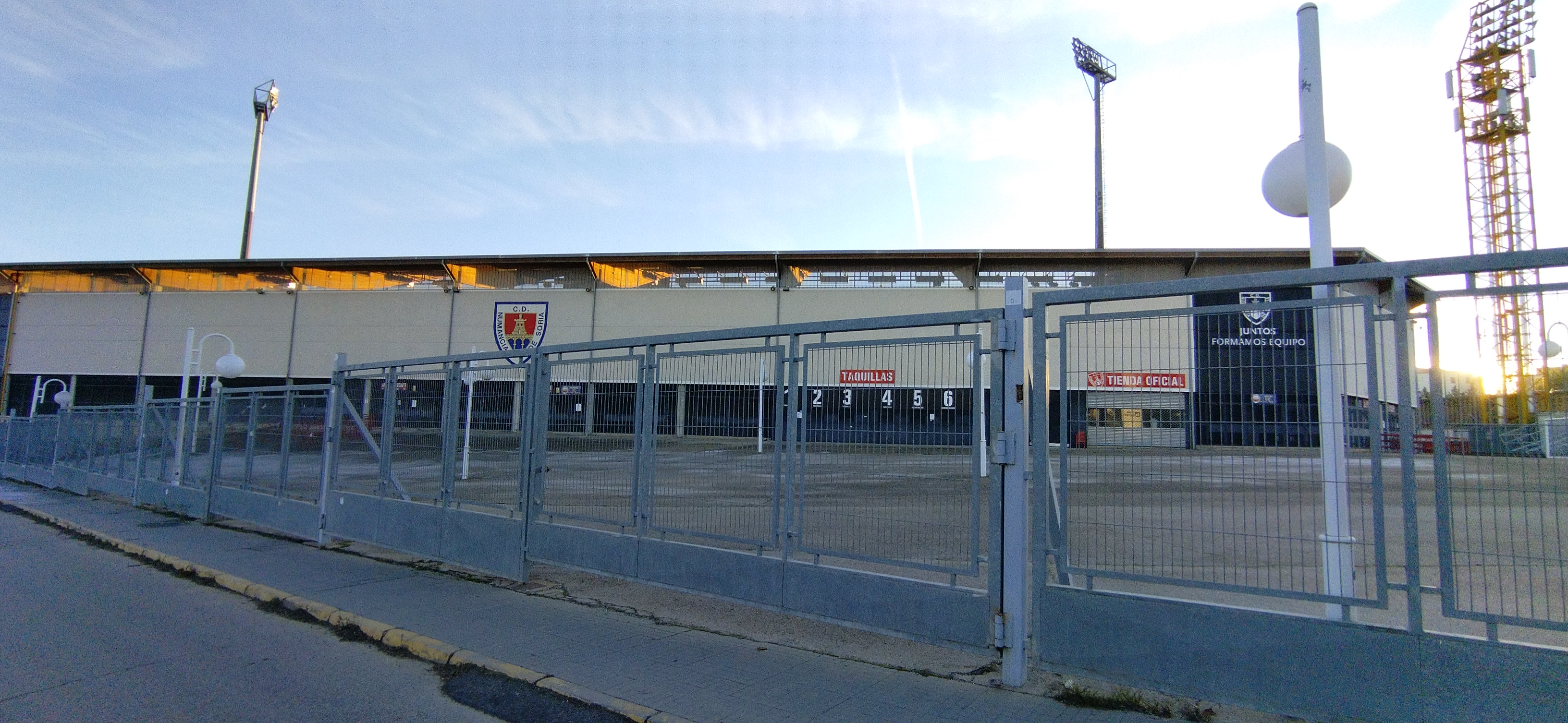
2021年の外観